# Monte Sinaí
El monte Sinaí (en hebreo; הר סיני Har Sinai, en árabe: جَبَل مُوسَىٰ) es una montaña situada al sur de la península del Sinaí, al nordeste de Egipto, entre África y Asia. Su altura es de 2285 metros y a pesar de lo que se piensa popularmente, no es la máxima elevación, ni de la península del Sinaí ni de Egipto, ya que este título lo ostenta el monte Catalina de 2642 m s. n. m., situado cerca del monte Sinaí.
Desde la época de Santa Helena, el monte Sinaí ha sido identificado con Yabal Musa, o Gebel Musa, nombre árabe que significa monte Moisés, nombre que comparte con otros montes como el monte Musa, en las proximidades de Ceuta.
En la tradición judeocristiana e islámica, este monte es el Sinaí narrado en el Éxodo que el Deuteronomio llama monte Horeb (הר חרב Har Ḥōrēḇ) sin embargo, tanto la península como el monte obtuvieron su nombre de esta tradición, y no se llamaba así en tiempos de Josefo ni antes. Su importancia radica porque según los textos sagrados (Tanaj, la Biblia y el Corán) Dios se identifica como Yahveh ante Moisés y le entrega los Diez Mandamientos, por lo tanto, es uno de los lugares más sagrado de las religiones abrahámicas.
Su ubicación geográfica ha llevado a que sea un punto de referencia en la región durante siglos, marcando rutas de peregrinaje y exploración. La majestuosidad de su paisaje y su rica herencia espiritual continúan atrayendo a visitantes y fieles de todo el mundo, convirtiendo al monte Sinaí en un sitio de profundo significado histórico y religioso.

## En la Biblia

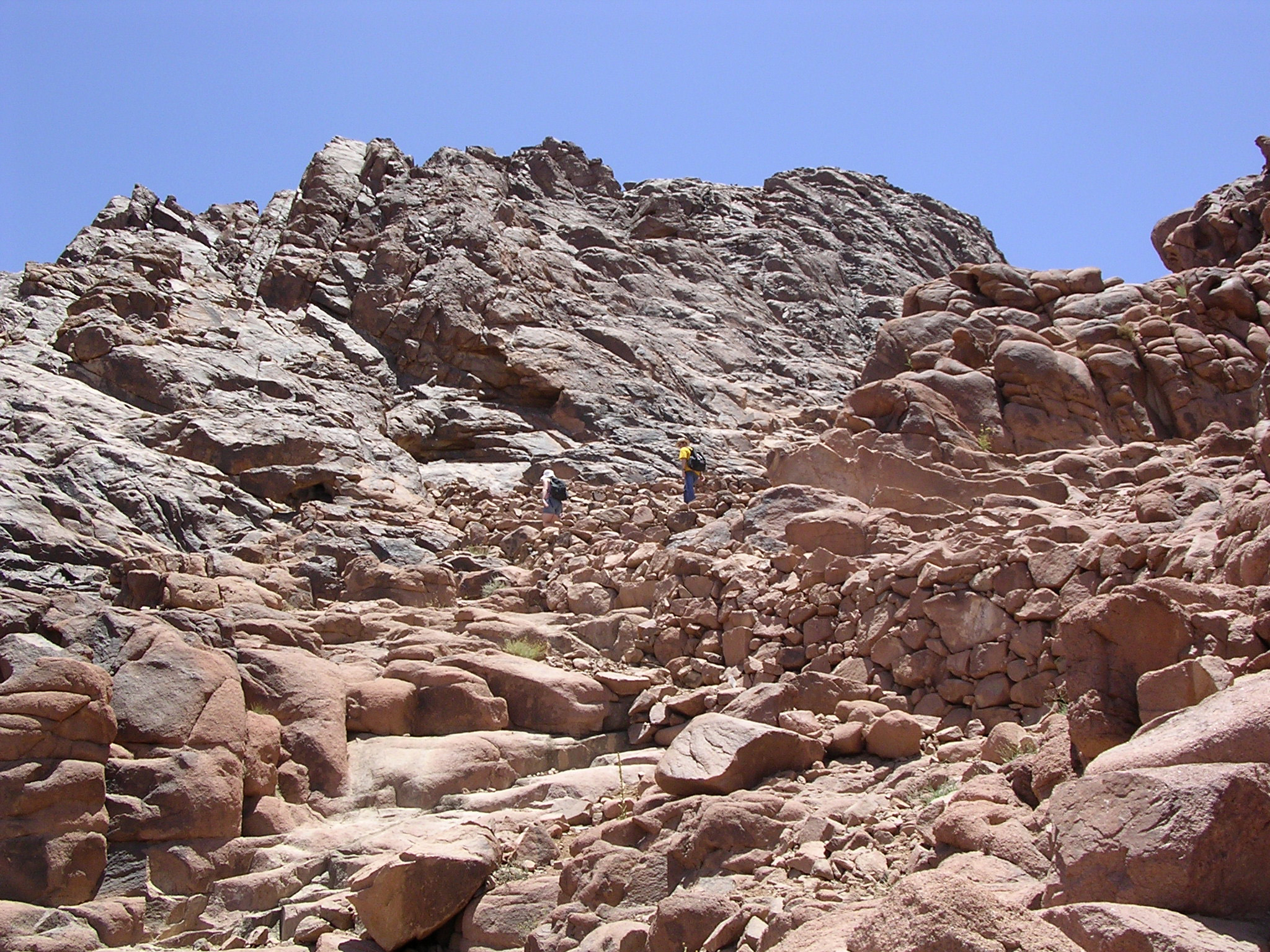
Monte Sinaí

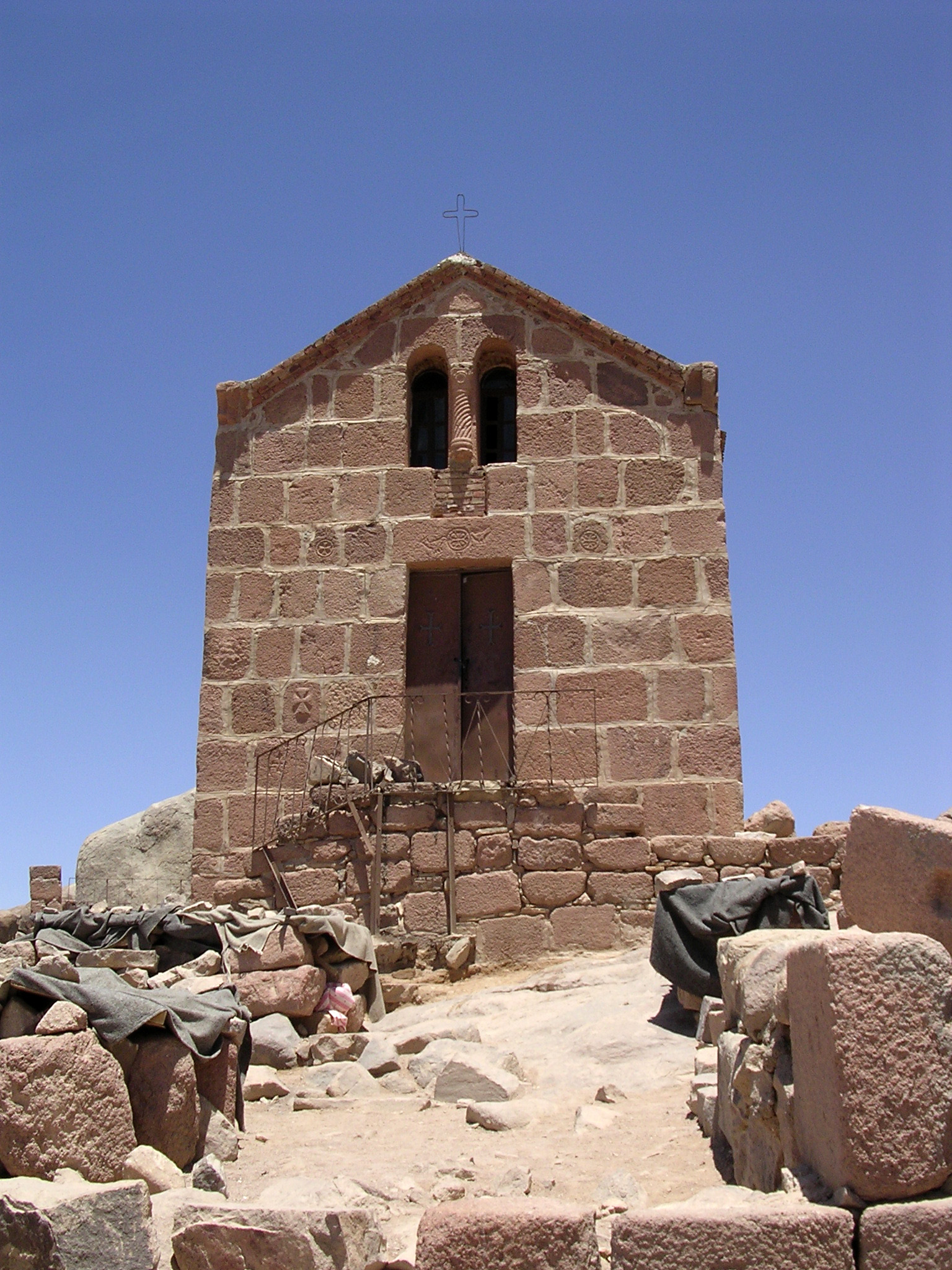
Capilla de la Santísima Trinidad
en lo alto del monte Sinaí

El monte Sinaí es célebre por su gran importancia en el libro bíblico del Éxodo. Si el actual Gebel Musa es el bíblico monte Sinaí sigue siendo causa de gran controversia religiosa y entre los estudiosos. 
En la Torá, el monte Sinaí es también llamado monte Horeb: con este nombre es citado en libro de Reyes como destino de Elías en su huida  (Reyes I 11:19:1 - 11:19:18). También es conocido como el monte de Yahveh.
Los eruditos hebreos han asegurado largamente que la localización exacta del monte Sinaí era desconocida, dando la razón de que su localización era situada en tierra incógnita. 
Es uno de los lugares más sagrados de la Biblia, especialmente famoso por haber sido el lugar donde Moisés recibió los Diez Mandamientos de Yahveh.
En tiempos bíblicos, el lugar de la montaña era aparentemente bien conocido, como se aprecia en la descripción de José: 

Acampó en la montaña llamada Sinaí, dirigiendo a las multitudes para alimentarlas allá. Está en la más alta de las montañas del lugar, y la de mejor pasto, pues la hierba es buena; y no había sido comida antes, a causa de la opinión que tenían los hombres de que Dios moraba allí, y los pastores no osaban subir hasta el lugar.
Flavio Josefo, Antigüedades Judías, Libro II, Capítulo 12.

Y era conocido en los días de Acab, rey de Israel, como se narra en la historia del viaje de Elías: 

Y él se levantó, y comió y bebió, y caminó con la fuerza de esa comida cuarenta días y cuarenta noches hasta Horeb, el monte de Dios.
Reyes:19,8

La última mención bíblica del lugar es en el Nuevo Testamento: 

Porque el monte Sinaí está en Arabia, y corresponde a la Jerusalén actual, ya que ella (Agar) con sus hijos viven en la esclavitud.
Gálatas 4-25

La ubicación de la montaña podría haber sido olvidada posteriormente. El posicionarlo en Jebel Musa lo hicieron dos monjes que anunciaron haber encontrado la "zarza ardiente" de Moisés, cerca de 300 d C. Esta zarza está situada, según la tradición, en el monasterio de Santa Catalina, Egipto. La creencia del lugar del monte Sinaí ha perdurado 1700 años y se ha convertido en parte de la tradición. El lugar bíblico real, sin embargo, es todavía incierto.
El nombre Sinaí proviene de "dios Luna Sin", probablemente, al igual que el desierto de Sin. El judaísmo enseña que tan pronto como los judíos recibieron los diez mandamientos en el monte Sinaí, fueron odiados por el resto del mundo por haber sido los que recibieron la palabra divina (una situación presentada como un juego de palabras: Sinai como Seen-ah, que significa odio). La zona fue alcanzada por los hebreos el tercer mes del Éxodo. Allí quedaron acampados aproximadamente un año. 
Los últimos veintidós capítulos del Éxodo, junto con todo el Levítico y el Libro de los Números cap. 1-1, contienen un registro de lo que ocurrió mientras permanecieron en el monte Sinaí. Desde Rephidim (Ex. 17, 8-13) los Israelitas viajaron a "el desierto del Sinaí", y acamparon allí "ante la montaña".

## Yabal Musa
La parte de la sierra, un precipicio bajo sobresaliente, conocida como el Ras Sasafeh (Sufsafeh), se eleva casi perpendicularmente del llano, y es identificada por algunos como el Sinaí histórico. Grupos turísticos y religiosos locales anuncian esta montaña como el mismo monte Sinaí descrito en el Tanaj judío o el Antiguo Testamento cristiano. Historiadores y arqueólogos apuntan que existe una tradición antigua acerca de que esta montaña sea el "verdadero" monte Sinaí, aunque hay varios otros montes en la zona que algunos autores mantienen que podrían ser el verdadero.

## Otros lugares
Por el momento, no existe consenso a la hora de opinar acerca de si Jabal Musa y el monte Sinaí Bíblico representan o no en el mismo lugar; no existe un acuerdo al respecto. Los motivos son variados, pero principalmente, han sido sugeridos otros lugares.
El libro The Gold of Exodus de Howard Blum opta por Jabal al-Lawz en Arabia Saudí. El profesor Colin Humphreys ha argüido a favor del volcán Hala-'l Badr, más al sur, en Arabia, narrado en su libro The Miracles of Exodus, asegurando que la erupción de un volcán explicaría muchos de los fenómenos descritos en el Éxodo. Hay evidencias que indican que el monte Sinaí bíblico se encuentra en Hashesh el Talif, un monte más cercano a Israel que el que se piensa normalmente, ubicado al este de Egipto; el cual aparentemente tiene más parecido a las descripciones bíblicas. FP acepta esta descripción.
Otros estudiosos como Charles Tilstone Beke,  Sigmund Freud,  y Immanuel Velikovsky, han propuesto que la descripción bíblica de un fuego abrasador en el monte Sinaí se refiere a un volcán en erupción (esta posibilidad podría excluir a todos los picos en la península de Sinaí, incluso al monte Seir), lo cual coincide con algunos volcanes del noroeste de Arabia Saudita, donde el volcán Hala-'l Badr es el más prominente.
Colin Humphreys considera que un volcán en la región entró en erupción en el año 640, pero se desconoce si exactamente se trataba de este volcán. Hala-'l Badr tiene un índice de explosividad volcánica de por lo menos 2, lo que significa que es un volcán explosivo capaz de producir material que alcanzaría los tres kilómetros de altura.
Más recientemente, el egiptólogo Julien Cooper sostiene haber identificado una atestiguación extrabíblica del nombre “Sinaí” en el itinerario de un funcionario egipcio de la XI Dinastía (c. 2150-1990 a. C.). Él señala que en el texto egipcio este topónimo se encuentra ubicado en la parte sur de la península del Sinaí, correspondiendo con la ubicación geográfica de Jabal Musa. Según Cooper, esto parece corroborar la existencia del Monte Sinaí bíblico y su identificación tradicional con el actual Jabal Musa.
James Cameron, productor de cine de Hollywood, produjo en 2006 un documental llamado "El Éxodo descodificado", junto al periodista investigador Simcha Jacobovici. En el documental, se trazan líneas, distancias y direcciones basados en versículos de la Biblia que mencionan el monte Sinaí y el tiempo que se tardaban en llegar a Él desde puntos hoy conocidos. Con esta información, el monte Sinaí, se localiza, según ellos, en Egipto.